# Vysokoškolský studijní program
Vysokoškolský studijní program je uceleným plánem vzdělávání v konkrétním oboru na konkrétní vysoké škole. Vysoká škola vyučuje akreditované studijní programy, programy celoživotního vzdělávání atd. podle studijních plánů stanovenou formou studia. Součástmi studijního programu jsou především jeho název, typ, forma, cíle studia, profil, standardní doba studia, délka praxe, typ státní zkoušky, udělovaný akademický titul, návaznost na další typy studijních programů, oblast vzdělávání apod. Student získá vysokoškolské vzdělání i předem určený akademický titul absolvováním celého studijního programu (řádným zakončením předmětů za studijního plánu, vykonáním státní zkoušky atp).

## Historie
Před Boloňským procesem do roku 1998 se dle tehdejšího vysokoškolského zákona z roku 1990 původně v Česku studium v bakalářském studijním programu označovalo jako „(obsahově) ucelená část vysokoškolského studia“, studium v magisterském studijním programu jako „vysokoškolské studium“ a studium v doktorském studijním programu jako „postgraduální studium“; toto bylo následně roku 1998 transformováno do studijních programů.
Studijní programy se dělily na studijní obory. Novelou zákona o vysokých školách bylo v roce 2016 v rámci vysokoškolské reformy v Česku dělení studijních programů na studijní obory zrušeno. Od akademického roku 2019/20 začal přechod na nový způsob označování, přičemž původně akreditované studijní obory budou v letech 2019–2024 postupně ukončovány. Nebude tedy možné se k jejich studiu nově hlásit, pouze bude umožněno dostudování dříve přijatých studentů. Namísto původních studijních oborů budou po skončení přechodného období existovat pouze studijní programy.

## Akreditace studijních programů
Aby mohl být na vysoké škole příslušný studijní program uskutečňován a studenti v něm mohli získat vysokoškolské vzdělání i profesní kvalifikaci, musí mít v Česku oprávnění, které uděluje Národní akreditační úřad pro vysoké školství na základě akreditace. Pokud byla vysoké škole tímto úřadem udělena tzv. institucionální akreditace, pak o uskutečňování studijních programů rozhoduje sama vysoká škola a její orgány.

## Oblasti vzdělávání
Oblast vzdělávání je v české legislativě chápána jako věcně vymezený úsek vysokoškolského vzdělávání, v jehož rámci jsou připravovány, schvalovány a uskutečňovány vysokoškolské studijní programy. Pojem byl zaveden do zákona o vysokých školách novelou z roku 2016. Pokud v určité oblasti vysokoškolského vzdělávání získá vysoká škola povolení, resp. akreditaci, může uskutečňovat příslušné studijní programy.

### Seznam oblastí vzdělávání
- Architektura a urbanismus
- Bezpečnostní obory
- Biologie, ekologie a životní prostředí
- Doprava
- Ekonomické obory
- Elektrotechnika
- Energetika
- Farmacie
- Filologie
- Filozofie, religionistika a teologie
- Fyzika
- Historické vědy
- Chemie
- Informatika
- Kybernetika
- Lesnictví a dřevařství
- Matematika
- Mediální a komunikační studia
- Neučitelská pedagogika
- Politické vědy
- Potravinářství
- Právo
- Psychologie
- Sociální práce
- Sociologie
- Stavebnictví
- Strojírenství, technologie a materiály
- Tělesná výchova a sport; kinantropologie
- Těžba a zpracování nerostných surovin
- Učitelství
- Umění
- Vědy o umění a kultuře
- Vědy o Zemi
- Veterinární lékařství, veterinární hygiena
- Všeobecné lékařství a zubní lékařství
- Zdravotnické obory
- Zemědělství

## Typy studijních programů
Vysokoškolský zákon rozlišuje dle typu (úrovně vysokoškolského vzdělání) různé studijní programy; v současnosti je tak standardní členění na typ bakalářský, magisterský a doktorský (Ph.D.).

## Profil studijního programu
Profil bakalářského nebo magisterského studijního programu může být dle zákona:
- profesně zaměřený (s důrazem na zvládnutí praktických dovedností potřebných k výkonu povolání podložených nezbytnými teoretickými znalostmi)
- akademicky zaměřený (s důrazem na získání teoretických znalostí potřebných pro výkon povolání včetně uplatnění v tvůrčí činnosti a poskytující rovněž prostor pro osvojení nezbytných praktických dovedností)

Za profil příslušného studijního programu zodpovídá jeho garant. Ten jej také vyhodnocuje, rozvíjí a koordinuje. Garantem magisterského studijního programu a doktorského studijního programu může být pouze docent, profesor nebo mimořádný profesor, který je zde zaměstnancem vysoké školy. Garantem bakalářského studijního programu může být i níže postavený akademický pracovník.